# Стрижавська волость (Таращанський повіт)
Стрижавська волость — історична адміністративно-територіальна одиниця Таращанського повіту Київської губернії з центром у селі Стрижавка.
Станом на 1886 рік складалася з 10 поселень, 7 сільських громад. Населення — 7857 осіб (3814 чоловічої статі та 4043 — жіночої), 931 дворове господарство.
|                     | Площа, десятин | У тому числі орної, дес. |
| ------------------- | -------------- | ------------------------ |
| Сільських громад    | 6083           | 4878                     |
| Приватної власності | 7476           | 4793                     |
| Іншої власності     | 253            | 212                      |
| Загалом             | 13812          | 9883                     |

Поселення волості:
- Стрижавка — колишнє власницьке село при річці Торч, 1204 особи, 249 дворів, православна церква, школа, постоялий будинок, 2 водяних і 7 вітряних млинів.
- Горошків — колишнє власницьке село при річці Молочна, 1408 осіб, 262 двори, православна церква, школа, постоялий будинок, 5 вітряних млинів.
- Кривчунка — колишнє власницьке село при річці Молочна, 1238 осіб, 244 дворів, православна церква, школа, постоялий будинок, 3 вітряних млини.
- Сухий Яр — колишнє власницьке село при річці Торч, 580 осіб, 128 дворів, православна церква, школа, постоялий будинок, 2 вітряних млини.
- Тихий Хутір — колишнє власницьке село при річці Молочна, 1377 осіб, 277 дворів, православна церква, школа, лікарня, постоялий будинок, 2 вітряних млини, бурякоцукровий завод.
- Торчиця — колишнє власницьке село при річці Торч, 1149 осіб, 213 дворів, православна церква, школа, постоялий будинок, водяний млин.

Наприкінці 1880-х років до волості було приєднано села з ліквідованої Галайківської волості (окрім сіл Брідок та Зрайки, що увійшли до складу Кашперівської волості). 
Старшинами волості були:
- 1909-1915 роках — Кіприян Степанович Слепенчук[2],[3],[4],[5],[6].